# Чепинска котловина
Вижте пояснителната страница за други значения на Чепино.
Чепино или Чепинската котловина е вътрешнопланинска котловина в северозападната част на Западните Родопи, известна с името Чепинско корито. Най-голямата котловина в Родопите.

## Етимология
Името Чепино е записано в турски документи, след потурчването на областта (около 1666). Оригиналното българско име на котловината е Цепина, Цепино, но тъй като в турския език не съществува звукът Ц, името било записано с Ч.

## Географско положение, граници и големина
Разположена е между северните разклонения на Баташка планина на юг и изток и ридовете Къркария на север и Алабак на северозапад. Има удължена форма в посока запад-изток с дължина 18 km и ширина от 4 до 7 km. Площта ѝ е около 100 km2, а средната ѝ надморска височина 750 – 800 m.

## Геология
Образувана е през младия терциер – плиоцена, в резултат на тектонско хлътване по разседи, след което е запълнена с плиоценски езерни утайки. Дъното на котловината е сравнително равно и слабо нахълмено. На разломната структура на котловината се дължат честите сеизмични трусове в местността, както и високият брой (над 80) минерални извори, които я превръщат в едно от най-популярните туристически места в България.

## Климат и води
Въпреки че котловината е сравнително високо разположена и климатът е планински, поради оградното влияние на съседните планински ридове климатът е значително по мек. Средна годишна температура за станция Велинград 9,0 °C, средна януарска -1,8 °C, средна юлска 18,8 °C. Средната годишна валежна сума е около 550 мм и е значително по-малка в сравнение с оградните планини, поради „валежната сянка“ правена от тях. Отводнява се от Чепинска река, Мътница, Ракитовска река и други.

## Растителност
Околните склонове на котловината са покрити с вековни иглолистни гори, които са предимно от обикновен смърч.

## Стопанство
Котловината предлага много добри условия за развитие на селско стопанско (има големи насаждения от хмел), дърводобив, балнеолечение и туризъм.

## Туризъм
На територията на котловината са направени редица археологически разкопки. Близо до село Дорково са открити останките на крепостта Цепина и палеонтологично находище, част от находките са изложени в Плиоценският парк в Дорково. На левия бряг на Чукурска река (приток на Чепинска) се намира пещерата Лепеница, която е обявена за природна забележителност през 1962 г.

## Селища
В котловината са разположени градовете Велинград, Костандово и Ракитово и селата Дорково и Драгиново.

## Транспорт
През нея преминават участъци от два пътя от Държавната пътна мрежа:
- От североизток на югозапад, на протежение от 11,1 км – участък от второкласен път № 84 Звъничево – Велинград – Разлог.
- В източната ѝ част, на протежение от 5,2 км – участък от третокласен път № 376 Батак – Ракитово – гара Костандово.

Успоредно на второкласния път преминава и участък от трасето на теснопътната жп линия Септември – Добринище.

## Други
На Чепино е наречена улица в квартал „Белите брези“ в София (Карта).

## Топографска карта
- Лист от карта K-34-72. Мащаб: 1 : 100 000.
- Лист от карта K-34-84. Мащаб: 1 : 100 000.
- Лист от карта K-35-61. Мащаб: 1 : 100 000.
- Лист от карта K-35-73. Мащаб: 1 : 100 000.